# Kastor z Tektosagów
Kastor lub Kastor Tarkondarius (zm. 43 lub 42 p.n.e.) – tetrarcha celtyckich Tektosagów w centrum Galacji od 63 p.n.e. do swej śmierci. Zięć Dejotara I Filoromajosa, króla Galacji.
Kastor był tetrarchą celtyckich Tektosagów, jednego z trzech tradycyjnych „ludów” galackich, obok Tolistoagów (Tolistobogów) na zachodzie oraz Trokmów z ośrodkiem w Tawium na wschodzie. Tektosagowie zajmowali centralną Galację w Azji Mniejszej. 
Ich ośrodkiem była Ankyra, która była silną cytadelą. Wódz rzymski Pompejusz Wielki po pokonaniu Mitrydatesa VI Eupatora, króla Pontu, i opanowaniu państwa Seleucydów, utworzył na jego obszarze wiele prowincji i państw zależnych od Rzymu. W 63 r. tetrarchia Tektosagów była przyznana (lub potwierdzona) Kastorowi.
W chwili wybuchu II wojny domowej (49-45 p.n.e.) w Rzymie między Pompejuszem Wielkim a Gajuszem Juliuszem Cezarem, stanął po stronie pierwszego i przybył osobiście wraz z 300 jeźdźcami. Przyjechał razem z synem Domnilausa, mającym do dyspozycji 300 ludzi oraz z teściem Dejotarem, królem Galacji, który przyprowadził 600 ludzi. Podczas ucieczki Pompejusza po klęsce pod Farsalos Kastor opowiedział się po stronie zwycięzcy. W 48 r. prawdopodobnie podzielił się władzą z Domnilausem, zapewne swym bratem. Rezydencją Kastora był Gorbeus, który znajdował się na szlaku głównym południe-wschód do Kapadocji, rozwidlającym się w Parnassus do Mazaki i Garsaury. Tożsamość Domnilausa jest łamigłówką. Prawdopodobnie jest tą samą osobą, co tetrarcha, którego Strabon nazywa Domnecliusem, ojcem Adiatoryksa. Domnilaus nie jest znany po kampanii pod Farsalos. Bardziej zagadkowy jest Kastor Tarkondarius. Imię „Tarkondarius”, jeżeli jest prawdziwe (Strabon nazywa go Saokondarusem), było używane na południu Azji Mniejszej. Cyceron zaprzecza szlachetnemu urodzeniu Kastora.
Teść Dejotar mając w posiadaniu dwie trzecie Galacji, postanowił przejąć tetrarchię Tektosagów. W 43 lub 42 r. po zdobyciu Gorbeus, zabił Kastora Tarkondariusa i jego żonę, prawdopodobnie swą córkę Adobogionę. Kastor był zapewne jej drugim mężem. Miał z nią syna Kastora, przyszłego króla Galacji, Paflagonii i Małej Armenii.